# Macrocheles penicilliger
Macrocheles penicilliger är en spindeldjursart som först beskrevs av Berlese 1904.  Macrocheles penicilliger ingår i släktet Macrocheles och familjen Macrochelidae. Inga underarter finns listade i Catalogue of Life.